# Anemoi
《anemoi》是Key預定於2026年1月30日發售的戀愛冒險遊戲，描述主角速川麥與妹妹六花在10年前埋下的時間膠囊開封日即將到來之時來到位於北方之地的真澄町與人們交流互動的故事。

## 登場人物
資料來源：

### 主要角色
速川麥
本作主角。
辻倉朱比華（配音：平塚紗依）
居住在真澄町外拖車屋的少女。被真澄町居民保持著距離。照顧著麥田。經常在夜晚風中吹著草笛。
総羽愛乃（配音：長繩麻理亞）
修理真澄町周圍風車的少女。會進行能用自己製作的飛機飛上天空實驗。住在工房的二樓。
淡雪陽彩（配音：千春）
住在天文台的少女。
白渡小詠（配音：會澤紗彌）
真澄町唯一經營郵局的少女。認為自己的使命是寄送郵件。出發送信前一定會先去拜訪死去爺爺的墓。
速川六花（配音：涼泉櫻花）
速川麥的妹妹。留在真澄町期間於托兒所打工。

### 次要角色
尾道文彌
在市政府負責應對少子化的女性。
敦澤壘
目標是成為美國總統的少女。
花押葛
淡雪陽彩的朋友。
礦玖琉未
以化石挖掘為名義而來到真澄町的人。

## 外部連結
- 官方网站（日語）
- 《anemoi》在視覺小說數據庫的頁面 （英文）